# Гошен (Массачусетс)
Гошен (англ. Goshen) — місто (англ. town) в США, в окрузі Гемпшир штату Массачусетс. Населення — 960 осіб (2020).

## Демографія
Згідно з переписом 2010 року, у місті мешкали 1054 особи в 416 домогосподарствах у складі 295 родин. Було 598 помешкань
Расовий склад населення:
| - 97,6 % — білих - 0,3 % — корінних американців - 0,3 % — чорних або афроамериканців - 0,3 % — азіатів |

До двох чи більше рас належало 1,3 %. Частка іспаномовних становила 1,1 % від усіх жителів.
За віковим діапазоном населення розподілялося таким чином: 20,5 % — особи молодші 18 років, 65,6 % — особи у віці 18—64 років, 13,9 % — особи у віці 65 років та старші. Медіана віку мешканця становила 45,5 року. На 100 осіб жіночої статі у місті припадало 94,8 чоловіків;  на 100 жінок у віці від 18 років та старших — 94,4 чоловіків також старших 18 років.
Середній дохід на одне домашнє господарство  становив 87 147 доларів США (медіана — 79 519), а середній дохід на одну сім'ю — 101 075 доларів (медіана — 87 500). Медіана доходів становила 56 205 доларів для чоловіків та 47 386 доларів для жінок. За межею бідності перебувало 2,4 % осіб, у тому числі 0,0 % дітей у віці до 18 років та 1,7 % осіб у віці 65 років та старших.
Цивільне працевлаштоване населення становило 674 особи. Основні галузі зайнятості: освіта, охорона здоров'я та соціальна допомога — 41,2 %, виробництво — 9,5 %, будівництво — 9,3 %.